# 施瓦茨堡的瑪麗·安東妮
玛丽·安东妮（Marie Antoinette，1898年2月7日—1984年11月4日），施瓦茨堡家族首領，是施瓦茨堡亲王西佐与安哈尔特公主亚历山德拉的长女。

## 家庭
1925年1月4日，玛丽·安东妮与索尔姆斯-韦尔登费尔伯爵腓特烈·马格努斯五世结婚，婚后有二子三女：
1. 安妮·亚历山德拉·伊蓮·索菲（Anne Alexandra Irene Sophie，1926年－）；
2. 腓特烈·马格努斯（Friedrich Magnus，1927年－）；
3. 尤塔·玛丽亚（Jutta Maria，1928年－）；
4. 阿尔布雷希特·西佐（Albrecht Sizzo，1929年－2010年）；
5. 克莉丝汀（Kristin，1928年－）。

1971年，随着腓特烈·金特的去世，施瓦茨堡家族绝嗣。作为前者的姐姐，玛丽·安东妮根据半萨利克法继承施瓦茨堡，成为施瓦茨堡女亲王。